# Parco della Vettabbia
Le parco della Vettabbia est un espace vert italien, situé dans le sud de Milan.
Le Parco della Vettabbia fait partie du Parc Agricole du Sud de Milan. Il tire son nom du Naviglio Vettabbia qui le traverse, est situé au sud de la ville de Milan dans le Municipio 5 de Milan. Le parc est hautement contrôlé par les forces de Police et les Carabiniers forestiers.
Le grand parc public fait de la via Ripamonti l'une des plus vertes de la ville de Milan et l'air le plus pur, grâce à ses avenues bordées d'arbres, où les oiseaux de proie, les renards, les oiseaux et les hiboux sont fréquemment présents.

## Histoire
La zone a été récupérée et cultivée depuis le XIIe siècle par les moines de l'Abbaye de Chiaravalle et dans la partie initiale elle prend le nom de "valle dei monaci ", le long d'un chemin qui, continuant jusqu'au Pô (qui atteint Corte sant'Andrea), relie Milan à la via francigena.
Au début du parc, sur un contournement de via Ripamonti, le Mulino Vettabbia existe toujours, bien que rénové pour un usage résidentiel.

## Flore
Dans le parc, de nombreuses espèces d'arbres sont présentes. Parmi les nombreux, le frêne, le chêne anglais, l'orme champêtre, les arbustes de sanguinella, l'evonimo, le nerprun , le troène, le sureau, le aulne noir, le saule blanc et le saule gris.